# Credit River, Minnesota
Xã Credit River (tiếng Anh: Credit River Township) là một xã thuộc quận Scott, tiểu bang Minnesota, Hoa Kỳ. Năm 2010, dân số của xã này là 5.096 người.